# Aree Wiratthaworn
Aree Wiratthaworn (thaï : อารีย์ วิรัฐถาวร), née le 26 février 1980, est une ancienne haltérophile thaïlandaise. Elle est médaillée de bronze aux Jeux de 2004.

## Carrière
Elle possède deux médailles en -48 kg aux championnats du monde : l'argent lors des Mondiaux 2003, puis le bronze aux Mondiaux 2005 et enfin, l'argent à nouveau aux Mondiaux 2006. Aux Jeux olympiques d'été de 2004, Aree Wiratthaworn remporte la médaille de bronze en poids coq en soulevant 205 kg.

## Palmarès

### Jeux olympiques
- Jeux olympiques d'été de 2004 à Athènes ( Grèce) :
  -  médaille de bronze en poids coq

### Championnats du monde
- Championnats du monde d'haltérophilie 2006 à Saint-Domingue ( République dominicaine) :
  -  médaille d'argent en -48 kg
- Championnats du monde d'haltérophilie 2005 à Doha ( Qatar) :
  -  médaille de bronze en -48 kg
- Championnats du monde d'haltérophilie 2003 à Vancouver ( Canada) :
  -  médaille d'argent en -48 kg